# Carl von Thieme
Carl Thieme (từ 1914 Ritter von Thieme; * 30 tháng 4 1844 ở Erfurt; † 10 tháng 10 1924 ở München) là người đồng sáng lập 2 doanh nghiệp bảo hiểm lớn Đức Münchener Rückversicherungs-Gesellschaft và Allianz. Thieme cũng là tổng giám đốc đầu tiên của Allianz từ khi thành lập vào năm 1890 cho tới 1904.

## Sự nghiệp
Ngay cả cha của Thieme cũng là một giám đốc một hãng bảo hiểm. Sau khi tốt nghiệp trung học Carl von Thieme học nghề trong hãng của cha ông. Sau khi tiếp nghiệp ông tiếp tục làm cho hãng. 1871 ông trở thành giám đốc của Generalagentur ở München, 1873 giám đốc Generalagentur ở Bayern.
1880 ông thành lập cùng với Theodor von Cramer-Klett Münchener Rückversicherungs-Gesellschaft và làm tổng giám đốc hãng đó cho tới 1922; rồi là thành viên hội đồng quản trị cho tới khi mất. 1888 Rückversicherungs-Gesellschaft trở thành một công ty cổ phần. Ngay từ thời Thieme hãng mở rộng hoạt động khắp thế giới và sớm trở thành công ty tái bảo hiểm lớn nhất thế giới.
Ngoài ra Thieme còn làm việc chung với Wilhelm Peter von Finck thành lập 1890 hãng bảo hiểm Allianz ở Berlin.

## Vinh danh
Với huy hiệu Verdienstordens der Bayerischen Krone được trao bởi Ludwig III của Bayern Thieme 1914 được đưa vào giới quý tộc. Đường Thiemestraße ở München được đặt theo tên ông, đường này nối với đường Königinstraße và trụ sở chính của cả hai hãng bảo hiểm đều nằm trên đường này.